# مزيد الثلاثي بثلاثة أحرف

أقسام الوزن في اللغة العربية

الفعل الثلاثي (فَعَلَ)، يُزاد بثلاثة أحرف، على أربعة أوزان.

## الأوزان الأربعة
- استفعل: بزيادة الألف والسين والتاء، مثل استغفر ـ استمدّ ـ استوزر ـ استقام ـ استرضى.
- افعوعل: بزيادة الألف والواو وتكرير العين، مثل: اخشوشن ـ اغدودن.
- افعالّ : بزيادة ألف الوصل، ثم ألف وتكرير اللام، مثل: احمارّ ـ اخضارّ.
- افعوّل : بزيادة الألف وواو مضعفة ، وهو يُستعمَل قليلًا ، مثل: اجلوّز (أي أسرع) ـ اعلوّط (أي تعلق بعنق البعير).[1]

## معاني الأوزان
وهذه الأوزان الأربعة تدل على معانٍ، أما الثلاثة الأخيرة فتدل على المبالغة في أصل الفعل، مثل:
- اعشوشب / تدل على زيادة في العشب.
- اغدودن الشّعر / تدل على زيادة في طوله.
- احمارّ / تدل على زيادة في الحمرة.
- اجلوز / تدل على زيادة في السرعة.

## اِسْتَفْعَل
يُفيد الوزن (اسْتَفْعَل) عِدَّة معانٍ، كالطلب والتحول والصفة.